# O! Kult
O! Kult je bila slovenska punk rock in post industrijska skupina iz Medvod.

## Člani
- Brane Zorman (vokal)
- Jane Černe (bas)
- Andrej Petek (kitara)
- Bogdan Porenta (bobni)

od 1983 
Jožko Hren (bobni)
Srečko Matovič (bas)

## Diskografija
- Razredni boj je edino gibalo zgodovine (1983, ŠKUC)
- Kraft - Energie - Intensität - Arbeit (1986, Dossier)
- Za ljudi 1982 - 1987 (2008, Cona)
- Mi smo država (2013, NE Records)